# Iskra (Satirezeitschrift)
Iskra (russisch Искра; „Der Funke“) war eine wöchentlich erscheinende russische illustrierte literarische und künstlerische Satirezeitschrift mit demokratischer Ausrichtung. Sie wurde von  Nikolai Stepanow und  Wassili Kurotschkin gegründet und erschien 1859 bis 1873 in St. Petersburg.

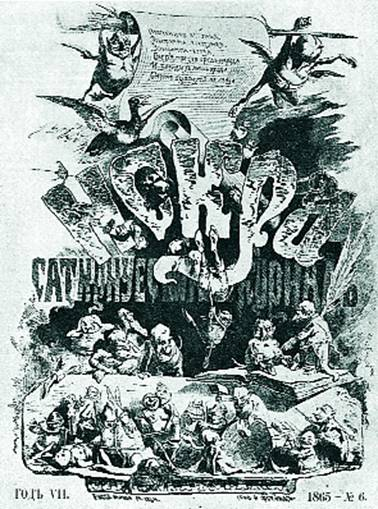
Titelseite des Satiremagazins "Iskra", 1865, №6

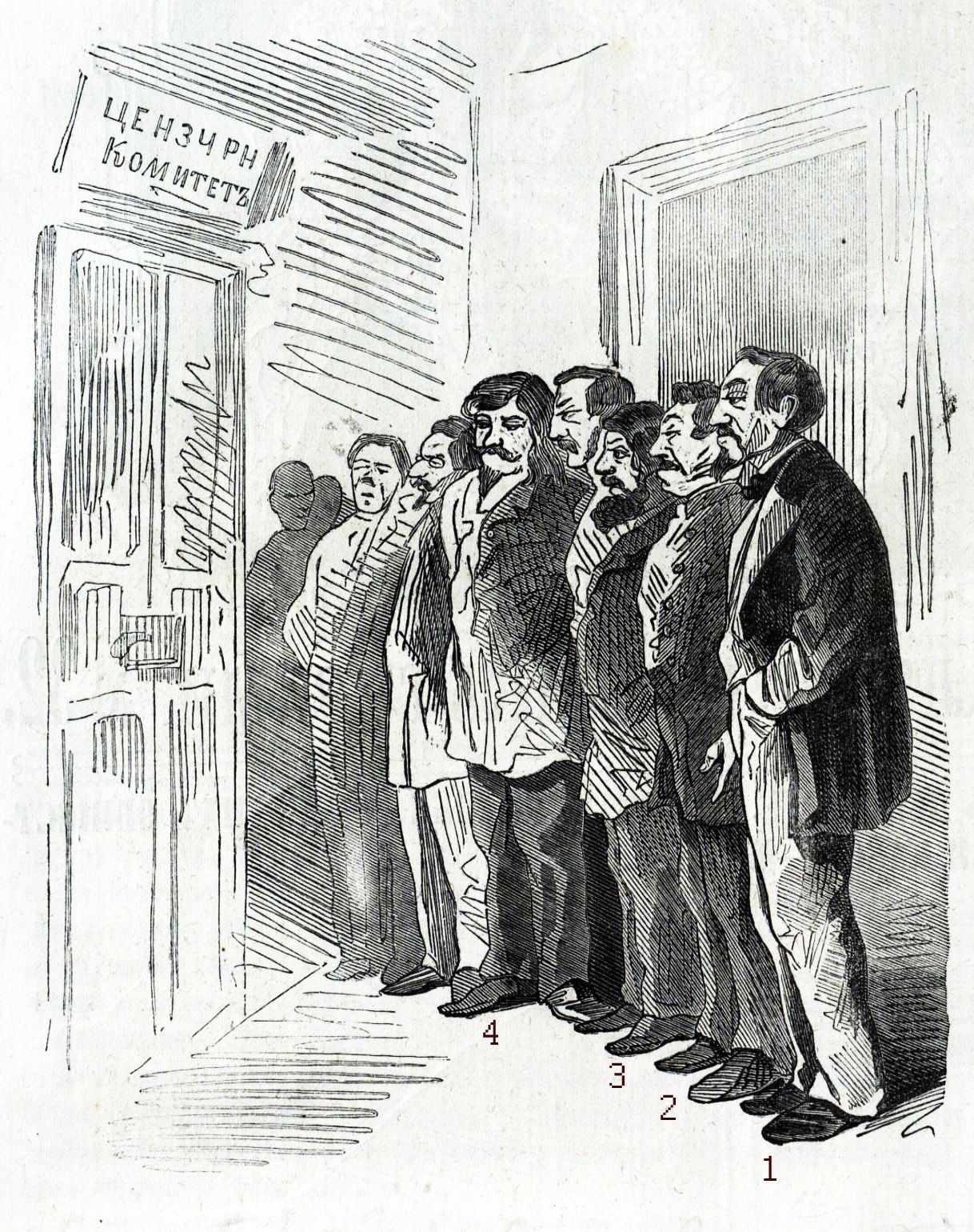
Redakteure verteidigen ihre Artikel im Büro des Zensurkomitees (Iskra, 1862, № 32)

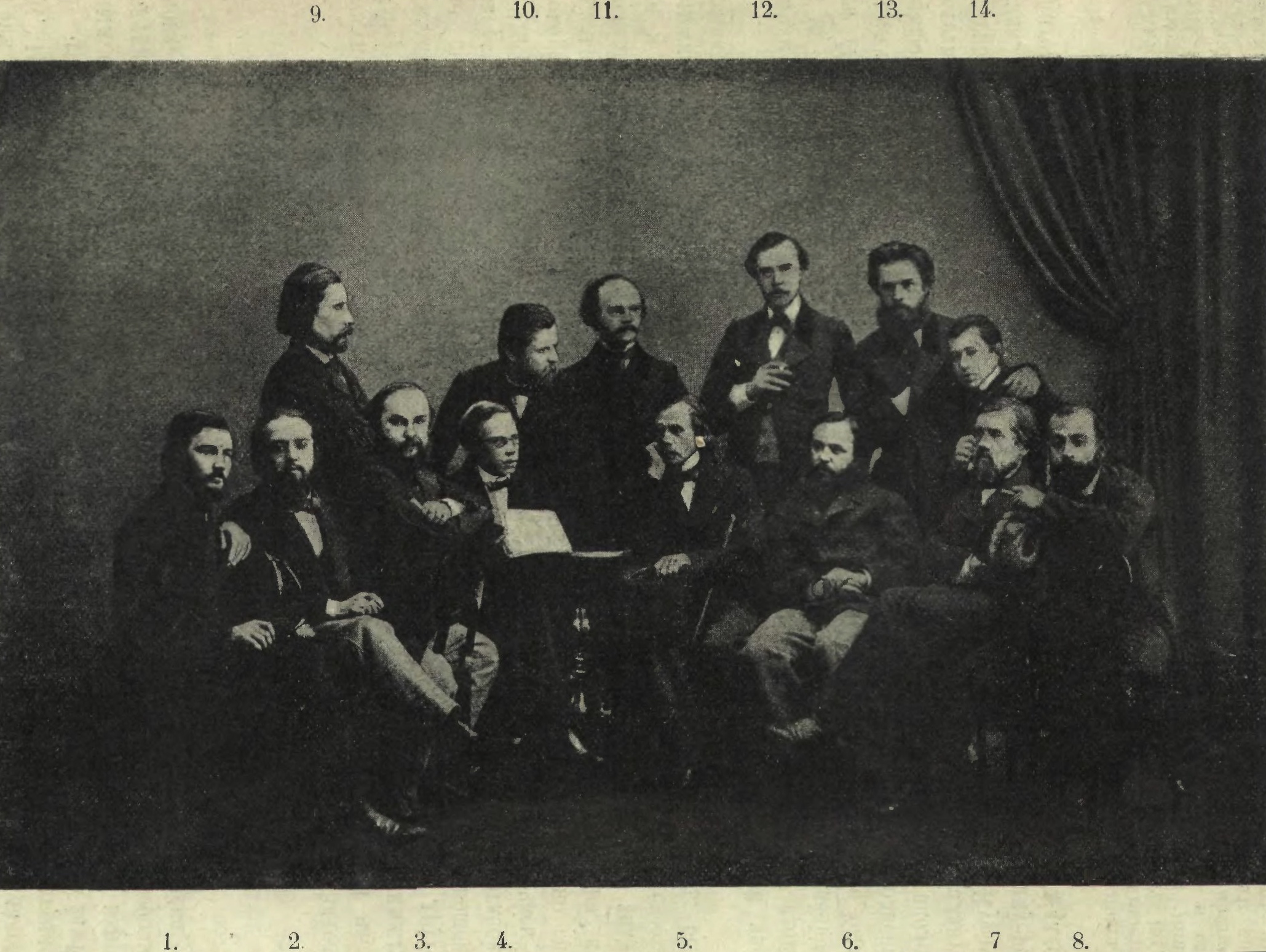
Redaktion der satirischen Zeitschrift Iskra 1860:
1. M. M. Stopanowski
2. D. D. Minajew
3. N. S. Kurotschkin
4. N. L. Loman
5. N. A. Stepanow
6. Was. S. Kurotschkin
7. G. S. Jelissejew
8. P. I. Weinberg
9. N. W. Ijewlew
10. Maler A. M. Wolkow
11. Komponist A. S. Dargomyschski
12. W. Toblin
13. Graveur P. S. Kurenkow (Schüler von Je. Je. Bernardski)
14. S. N. Stepanow (Sohn von N. A. Stepanow)

In ihrer Blütezeit zog sie zahlreiche berühmte Autoren aus verschiedenen literarischen Richtungen an und wurde für ihre Karikaturen berühmt, die von den besten russischen Künstlern der damaligen Zeit angefertigt wurden.